# Malzfabrik Langensalza

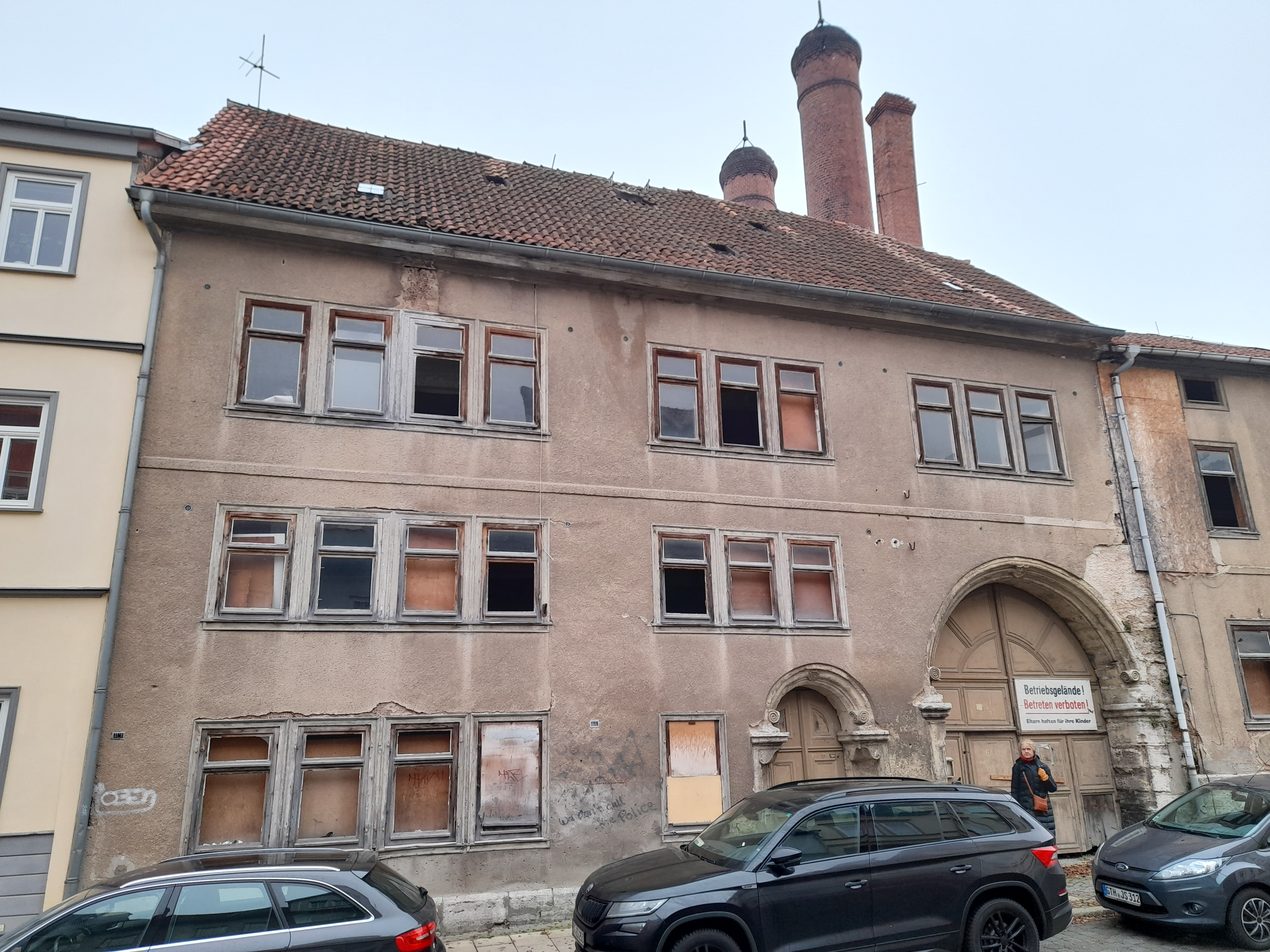
Ehemalige Mitteldeutsche Malzfabrik, Bad Langensalza, Lange Straße 35 (2020)

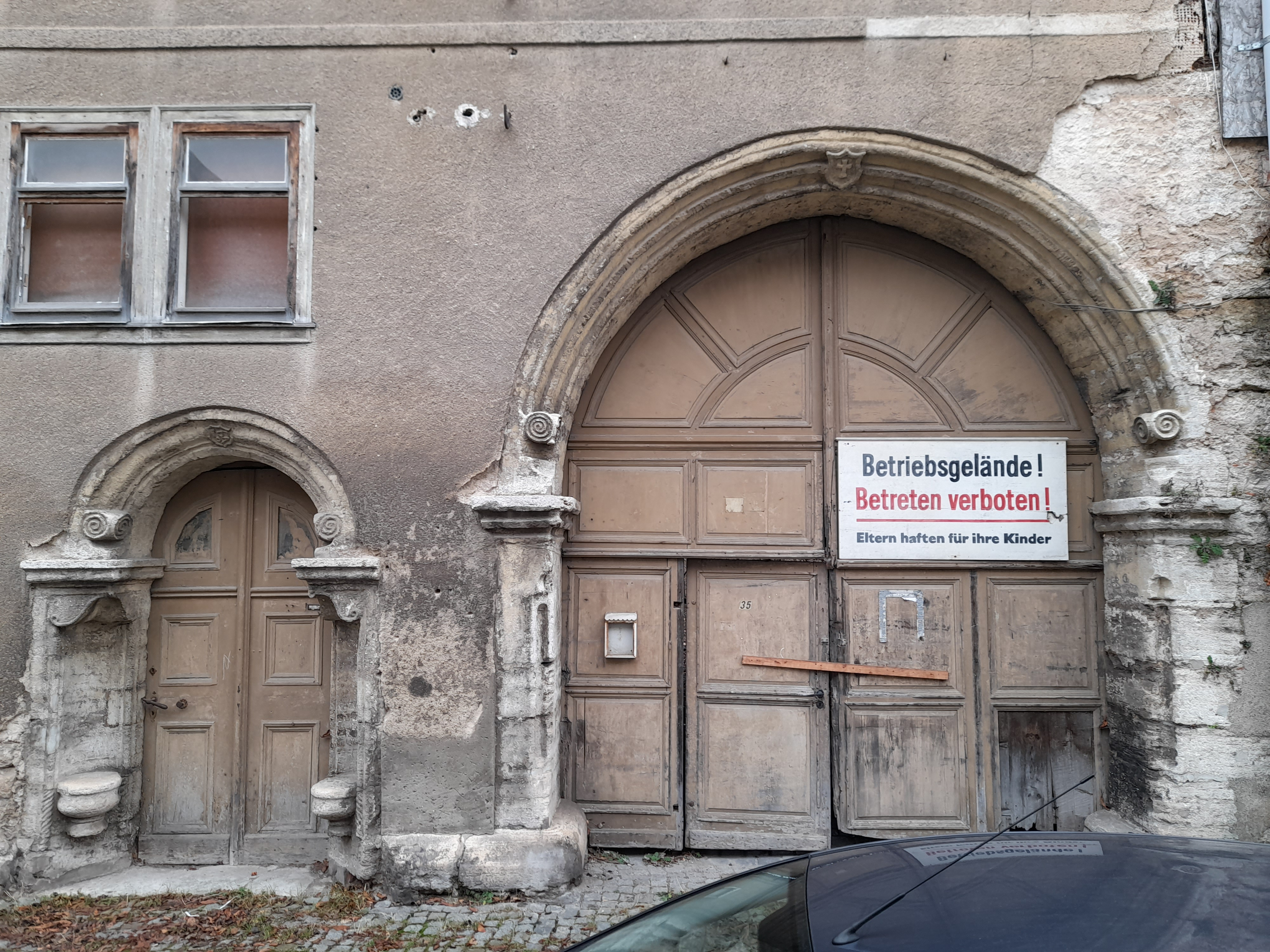
Renaissance-Portale

Malzfabrik Langensalza (ursprünglich Aktien-Malzfabrik Langensalza) war der Name einer 1872 als Aktiengesellschaft gegründeten Mälzerei in Bad Langensalza, Thüringen.

## Geschichte

### 1872: Gründung der Malzfabrik Langensalza AG am Ziegelhof 10
Die Anregung, in Bad Langensalza Malzfabriken zu gründen, ging zu Beginn der Gründerzeit von der Politik aus. Ein Erfurter Regierungsrat wies den Bürgermeister von Bad Langensalza, Karl Adolf Cramer, auf die fruchtbare Lage der Stadt und den starken Anbau von Gerste hin. Mit Amtshilfe der Stadt Sangerhausen wurde 1872 die Aktien-Malzfabrik Langensalza mit einem festgesetzten Aktienkapital von 50.000 Talern gegründet. Zur Durchführung erwarb die AG von dem Bierbrauereibesitzer Christian Gottfried Reise dessen bereits 1845 gegründete Privatbrauerei am Ziegelhof 10 und stellte ihn aufgrund seiner Erfahrungen als Bierbrauer als sachverständigen Techniker ein. Nach dem Abbruch der Brauereigebäude wurde mit dem Bau der Fabrik, bestehend aus Darre, Kesselhaus, Maschinenstube, Speicherraum, Kontor und Quellhaus (Tenne), begonnen. Ein großer Absatz in der Folgezeit führte zu einer stetigen Vergrößerung der Fabrikanlagen. 1884 wurde eine neue Malzdarre an das bestehende Speicherhaus angebaut und 1892 eine neue Malztenne errichtet. 1899 wurde das an das Grundstück anstoßende Gebäude Ziegelhof 9 von der Gesellschaft für 6.500 Mk. hinzugekauft. Um 1900 erfolgte der Bau einer steinernen Brücke über den Umflutgraben an der Eisenacher Straße zur Verbesserung der Ausfahrt nach Süden. 1907 wurde der Fabrikbesitzer Ernst Weiß zum Aufsichtsratsvorsitzenden der Malzfabrik ernannt, und unter seiner Leitung führte man 1911/12 einen Speicherhochbau durch, der an den sogenannten „Weißen Turm“ heranreichte. Mit dem Ankauf des Hauses Ziegelhof Nr. 8 vergrößerte sich ab 1912 das Gelände erneut.
Weitere Mälzereien in Langensalza in der Zeit waren die 1884 durch Ernst Carl Hesse gegründete Thüringer Malzfabrik Langensalza AG mit Standorten in der Eisenacher Straße 11 und 16 sowie die durch den ehemaligen Bierbrauer und Malzhändler Konrad Hartung 1911 gegründete Mitteldeutsche Malzfabrik AG in der Langen Straße 35, deren Gebäude noch erhalten sind.

### 1915: Zusammenlegungen in Folge des Ersten Weltkriegs

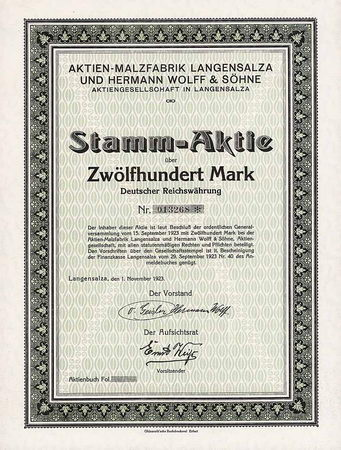
Stammaktie Malzwerke Malzfabrik Bad Langensalza und Hermann Wolff & Söhne (1923)

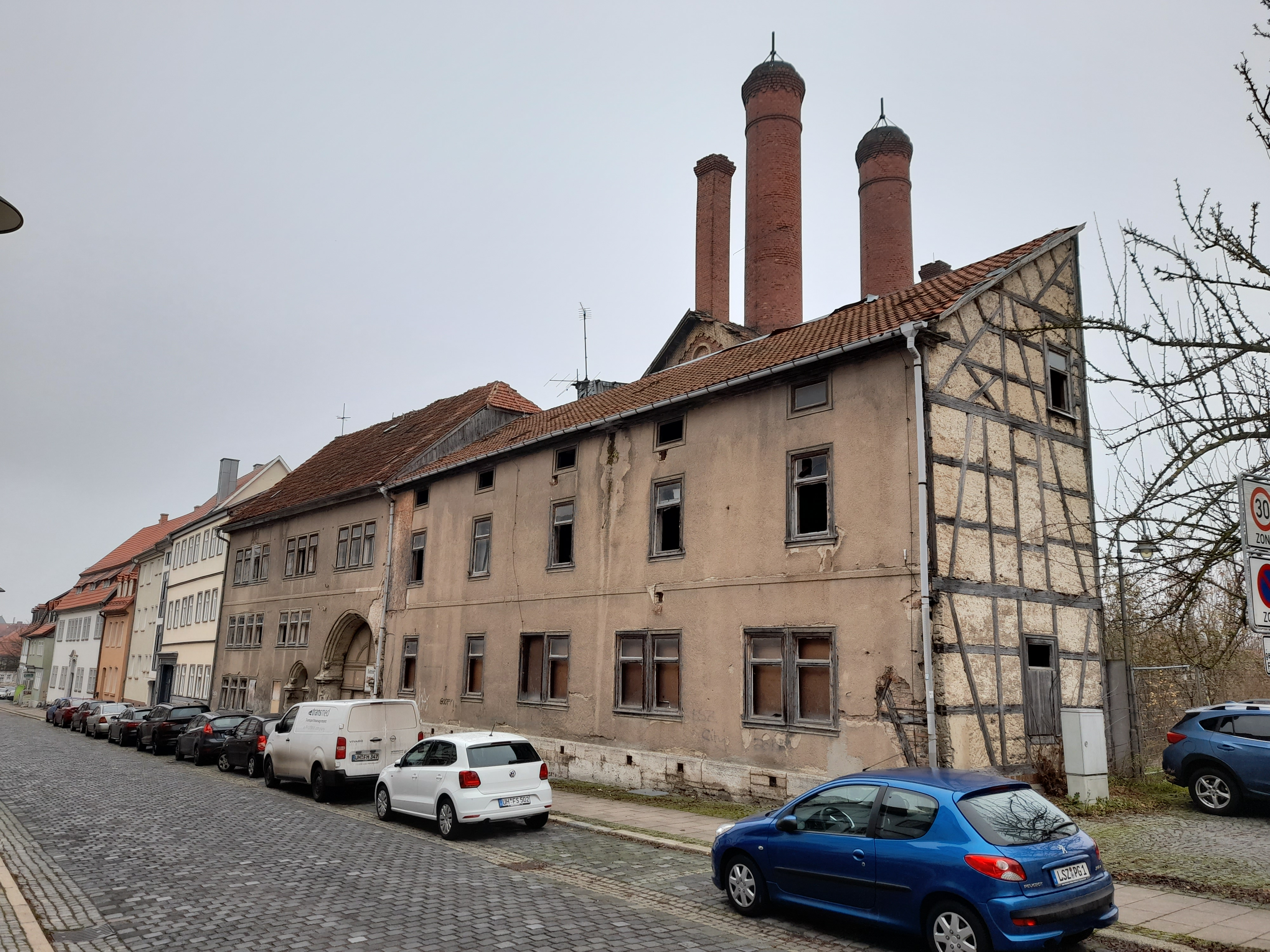
Gebäude entlang der Langen Straße

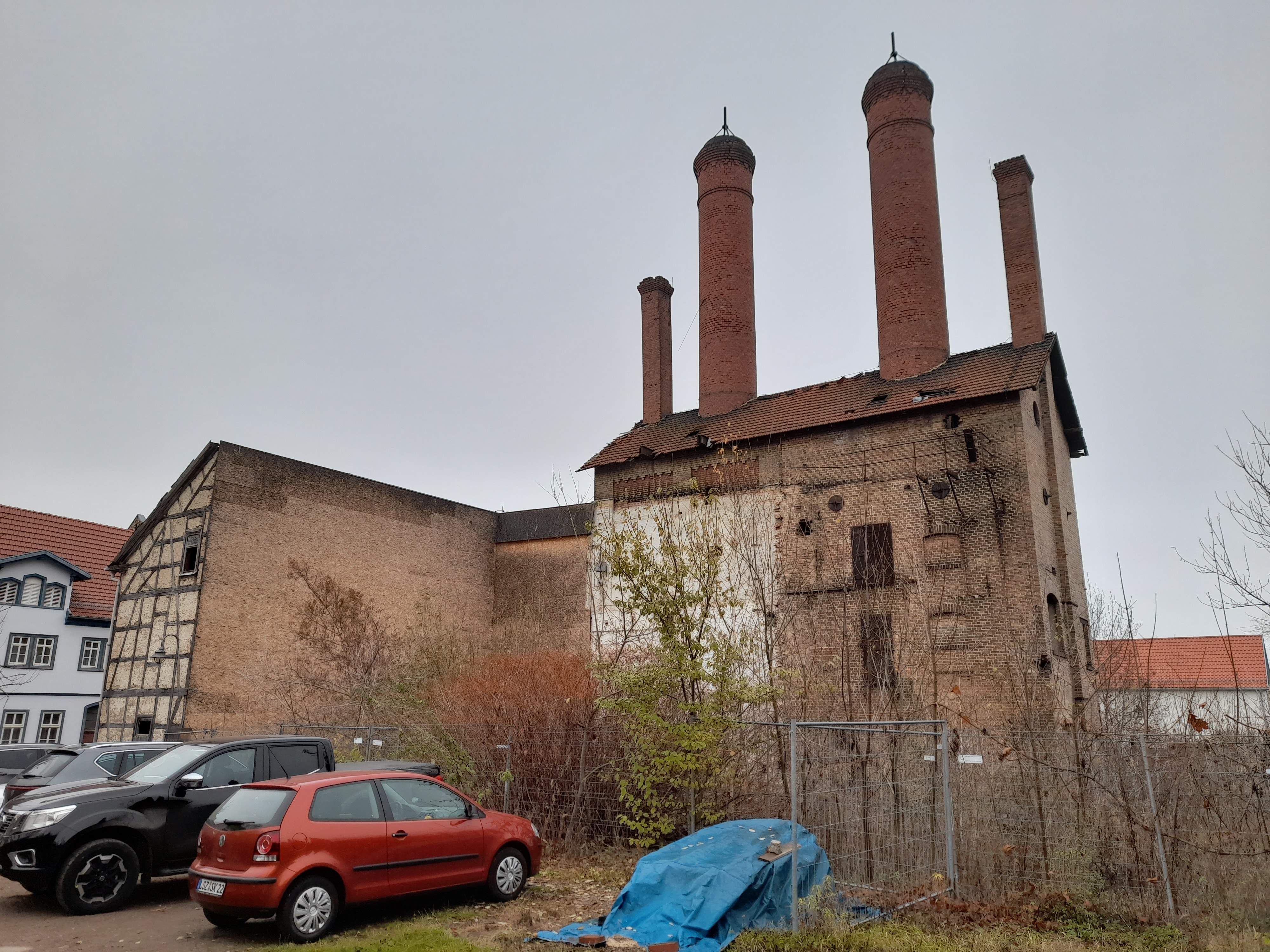
Ansicht vom Hof

Der Erste Weltkrieg brachte für die Mälzereien in Bad Langensalza große Probleme. 1915 geriet zunächst die Mitteldeutsche Malzfabrik AG in der Langen Straße in Konkurs, und der Betrieb wurde auf Rübentrocknung zur Brotstreckung umgestellt. 1919 endete auch der Mälzereibetrieb der Thüringer Malzfabrik Langensalza AG am Ziegelhof 10, der nun Hafernährmittel produzierte. Beide Unternehmen wurden durch die Malzfabrik Langensalza AG übernommen.
1921/22 übernahm die Malzfabrik unter dem Generaldirektor Otto Geisler auch die traditionsreichen Malzfabrik Hermann Wolff & Söhne in Erfurt und änderte die Firma in Aktien Malzfabrik Langensalza und Hermann Wolff & Söhne AG. Das Grundkapital wurde auf 3 Millionen RM angehoben. Die ehemals selbstständigen Malzfabriken Ziegelhof 9/10, Lange Straße 35, Eisenacher Straße 11 und Eisenacher Straße 16 wurden als Abteilungen weitergeführt.

### 1928: Weitere Expansion und Krisen
1928 erwarb Otto Geisler für das Unternehmen die Aktienmehrheit des Erfurter Konkurrenten Malzfabriken J. Eisenberg & Etgersleben AG für 2,4 Mio. RM mit Krediten der Commerzbank und des Bankhauses A. E. Wassermann. In Folge der Deutschen Bankenkrise kam es 1932 zum Zusammenbruch und die Aktien mussten den beiden Banken gegen Forderungsverzicht zurückübertragen werden, außerdem mussten den Banken noch 1,2 Mio. RM „Abfindung“ gezahlt werden. Selbst eine Zusammenlegung und Herabsetzung des Aktienkapitals brachten keine wesentliche Entspannung.
Nicht optimal verlaufende Geschäftsjahre 1936 und 1938 verschuldeten weitere Herabsetzungen des Grundkapitals. 1939–40 hatten die Mälzereien gar nur eine Zuteilung von 50 % der im letzten Jahr verarbeiteten Gerste erhalten, woraufhin der Betrieb mit Einschränkungen bei den Beschäftigten reagieren musste. Zeitbedingt wurden sogar alle Trockenanstalten in Deutschland auf der Grundlage des § 26 des Reichsleistungsgesetzes zur kriegswirtschaftlichen Produktion aufgefordert, d. h., nicht benötigte Fabrikräume wurden vom Reichsfiskus (Heer) in Anspruch genommen. Währenddessen fungierten die Kellerräume als Luftschutzkeller für die Betriebsangehörigen. Die kriegsbedingte Beschäftigungsflaute führte 1940 zu einer weiteren Herabsetzung des Grundkapitals, womit Verluste ausgeglichen werden sollten.

### 1945: Niedergang nach dem Zweiten Weltkrieg
Nach dem Zweiten Weltkrieg veranlasste die Sowjetische Militäradministration als Verwaltungshoheit die Zwangsverwaltung und entließ den Aufsichtsratsvorstand. Auf der Grundlage der Durchführung des SMAD-Befehls 124 (Beschlagnahmung von Vermögenswerten) wurde der Betrieb Malzfabriken Langensalza und Wolff und Söhne Erfurt AG mit Wirkung vom 18. Juli 1946 in das Eigentum des Volkes überführt. Von der Gründung sozialistischer Firmenverbände wurden die Malzfabriken nicht ausgeschlossen.
Innerhalb der Zentralverwaltungswirtschaft in der DDR wurden volkseigene Betriebe mit ähnlichem Produktionsprofil zu Kombinaten zusammengeschlossen. So entstand am 1. Februar 1957 das VEB (K) Lebensmittelkombinat Bad Langensalza, bestehend aus Betrieb I: Malzfabrik, Betrieb II: Mühlenwerke VEB Mühle Langensalza, Betrieb III: Biowita Werk Langensalza eGmbH und Betrieb IV: Dryburg Kellerei. Das Produktionsende der Malzfabriken war aus den vorhandenen Unterlagen nicht zu entnehmen.
Die Abteilungen in der Eisenacher Straße 11 und 16 wichen anderen Vorhaben und kamen zum Teil vollständig zum Abriss.
Das Fabrikgebäude am Ziegelhof wurde von den örtlichen Behörden als Fertigwarenlager der hiesigen VEB Leder- und Schuhfabrik Bad Langensalza zugewiesen. Das gesamte Bauwerk brannte am 9. April 1987 nieder. Der Abriss der Ruine wurde von Januar bis Februar 1990 durchgeführt.
Einzig die Gebäude in der Langen Straße 35 sind erhalten und stehen unter Denkmalschutz. Durch Studenten der Bauhaus-Universität Weimar wurde ein Umnutzungskonzept erarbeitet. Anfang 2021 wurde bekannt, dass in den nächsten Jahren 800.000 Euro für eine Sicherung zur Verfügung stehen.

## Einzelnachweis
1. ↑  Klaus Wuggazer: Überraschend viel Geld für alte Malzfabrik in Bad Langensalza. Thüringer Allgemeine, 23. Januar 2021.

Koordinaten: 51° 6′ 23″ N, 10° 38′ 19,3″ O